# Serra Morena (Sant Sadurní d'Osormort)
La Serra Morena és una serra situada entre els municipis de Sant Sadurní d'Osormort i de Viladrau a la comarca d'Osona, amb una elevació màxima de 881 metres.